# Kathedrale von Viseu

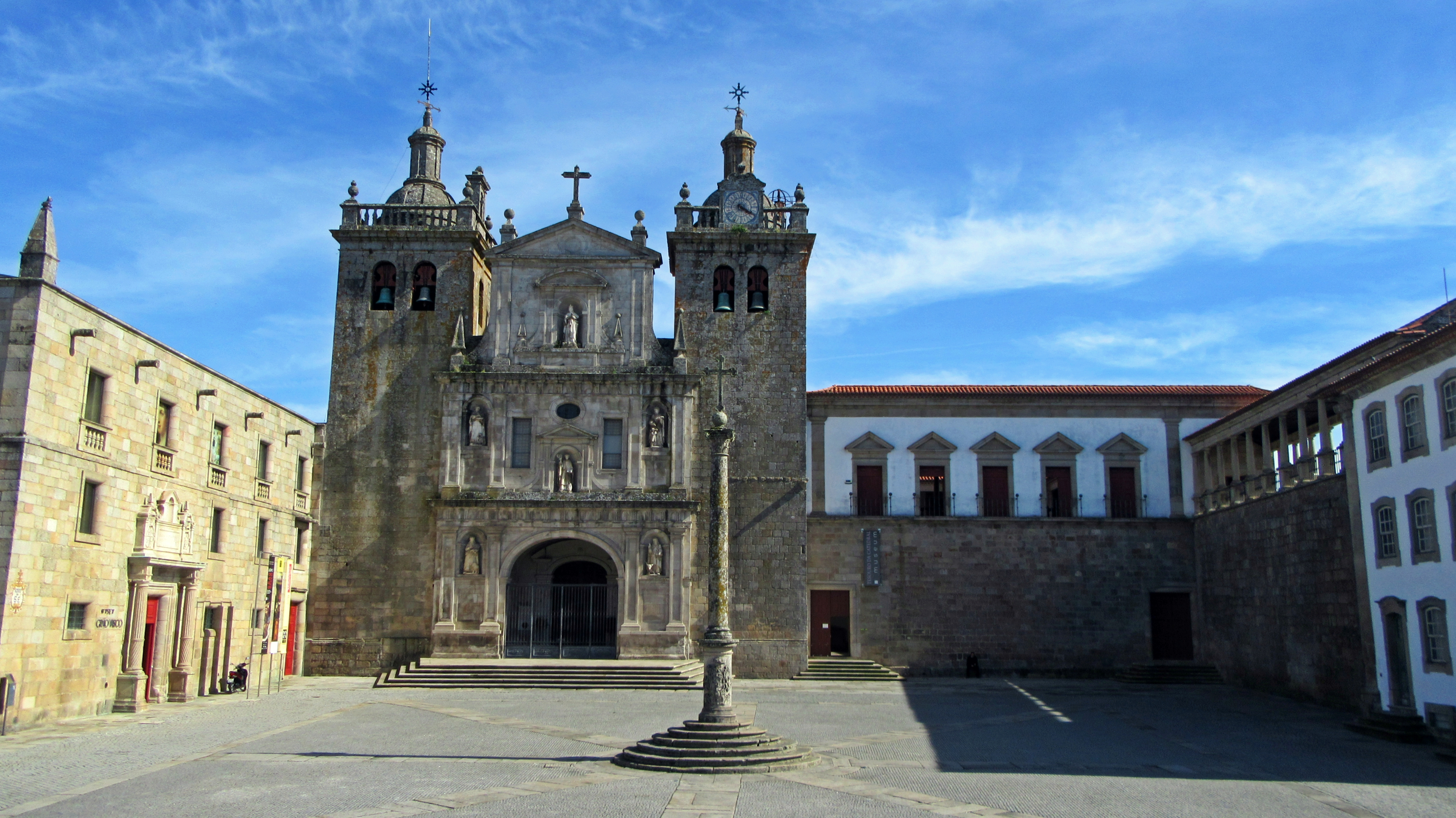
Kathedrale von Viseu

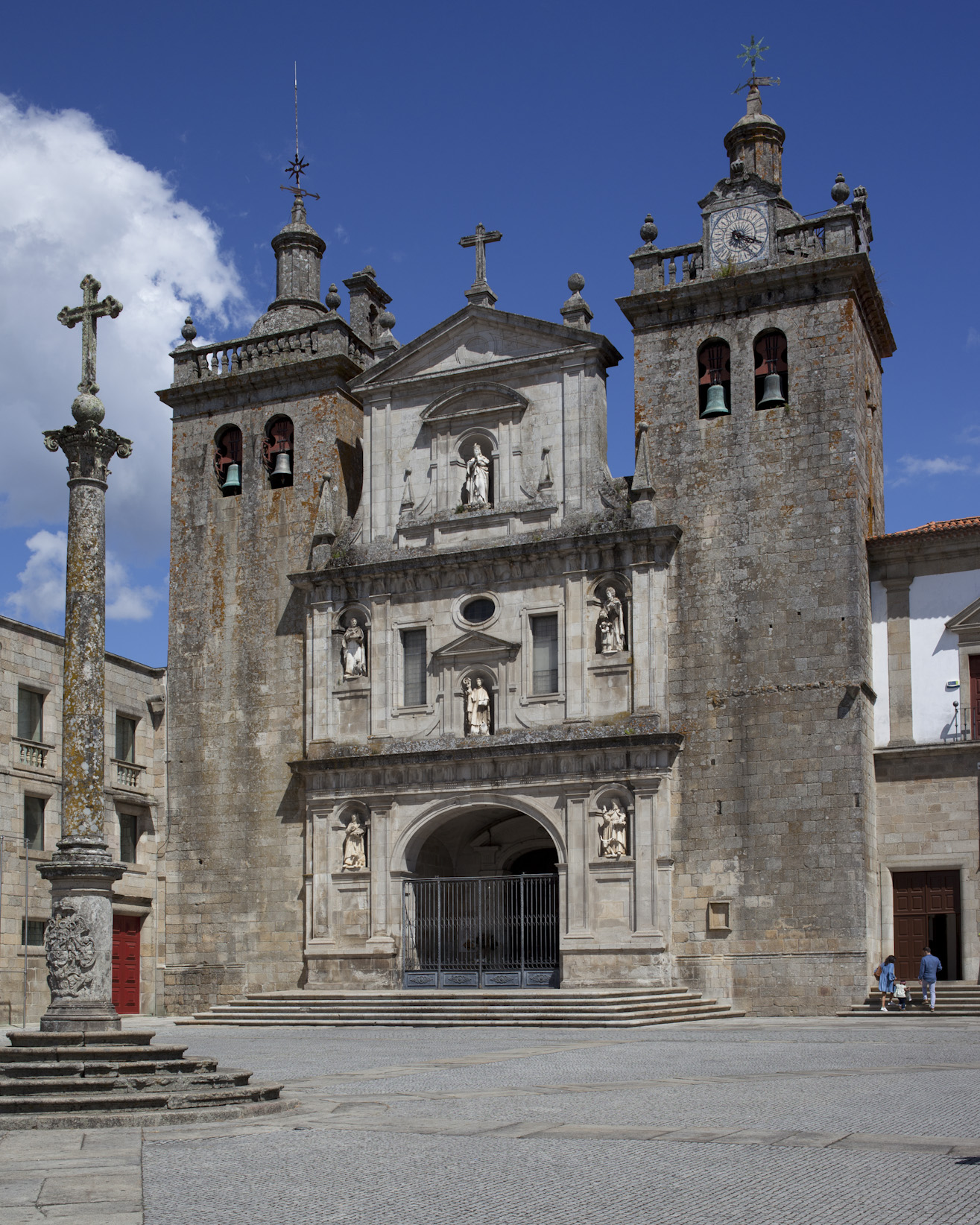
Kathedralfassade

Die Kathedrale von Viseu (portugiesisch Sé de Viseu) in der zentralportugiesischen Großstadt Viseu ist der Sitz des Bistums Viseu. Ihre Baugeschichte umfasst die Stilepochen der Romanik, der Spätgotik, der Renaissance und des Barock.

## Lage
Auf der höchsten Erhebung der knapp 500 m hoch gelegenen Innenstadt befindet sich der Largo da Sé („Domplatz“). Die Kathedrale ist in Richtung Osten orientiert; nach Norden schließt sich die frühere Bischofsresidenz an, das heutige Museu Grão Vasco („Museum des großen Vasco“). In diesem Museum werden unter anderem frühere Altarbilder der Kathedrale gezeigt, die der Maler Vasco Fernandes (1480–1543) schuf. Rechts neben Kathedrale und Kreuzgang befindet sich eine massive Mauer mit einem Gebäude am Ende, vom oberen Stockwerk des Kreuzgangs ist die wie ein Viadukt überbaute Mauer begehbar. Gegenüber der Kathedrale am westlichen Ende des Domplatzes befindet sich die Igreja da Misericórdia, eine Barockkirche. Seit dem Jahr 2009 ist der Domplatz vom westlich am Rio Pavia gelegenen Ausstellungs- und Festgelände Viseus mit einer Standseilbahn (funicular) erreichbar.

## Geschichte
Das im Jahr 572 von Papst Johannes III. errichtete Bistum von Viseu ging in der Zeit der islamisch-maurischen Besetzung unter, doch selbst aus dieser Zeit sind noch einige Bischofsnamen überliefert. Im Jahr 1057 eroberte König Ferdinand I. von León die Stadt zurück (reconquista). In den Jahren von 1094 bis 1114 wurde an der Stelle der heutigen Kathedrale eine erste Kirche errichtet. Das seit der Reconquista durch die Bischöfe von Coimbra verwaltete Bistum wurde im Jahr 1147, d. h. acht Jahre nach der Unabhängigkeit Portugals, neu errichtet. Von 1289 bis 1313 entstand unter König Dinis I. die neue Kathedrale, die im Jahr 1379 mit einem ersten Kreuzgang (claustro) ausgestattet wurde. Das Hauptportal der Kathedrale entstand im Jahr 1513. Im 16. Jahrhundert wurde auch der Kreuzgang erweitert und die Sakristei errichtet. Im 17. Jahrhundert wurde der Nordturm der Fassade nach einem Einsturz in alter Form neu errichtet. Seither blieb die Kirche in ihrer äußeren Form weitgehend unverändert; sie wurde jedoch regelmäßig renoviert.

## Architektur

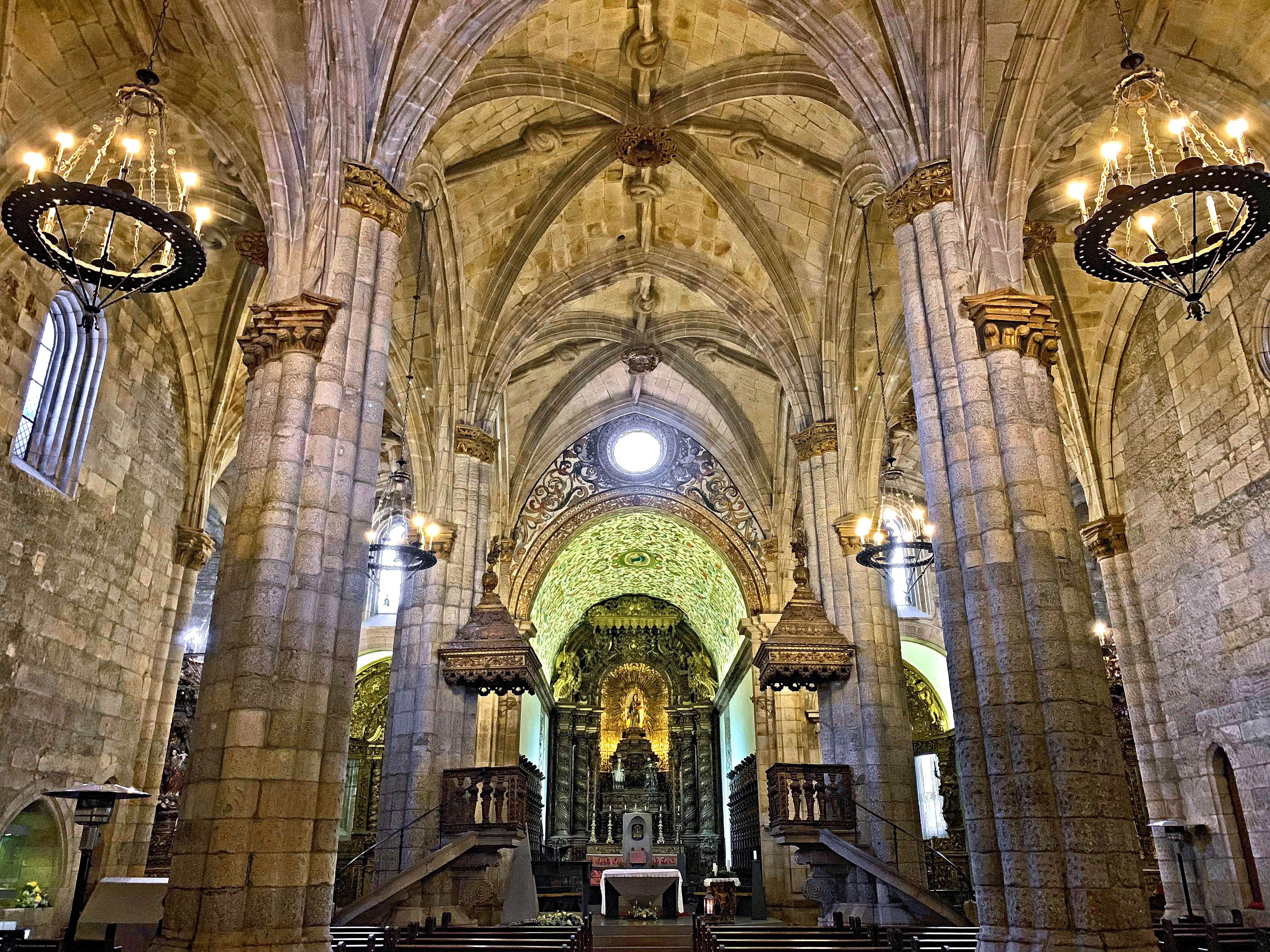
Kathedrale von Viseu – Inneres

Die dreischiffige Kathedrale ist romanischen Ursprungs. Der im 16. Jahrhundert im Renaissancestil entstandene – mit Figuren und Zierobelisken bestandene – Mittelteil der Fassade wird von zwei beinahe monolithisch aussehenden Glockentürmen mit kleinen Kuppelaufsätzen mit Laternen gerahmt. Hinter der Renaissancefassade verbirgt sich das mehrfach zurückgestufte romanische Archivoltenportal. Im durch maßwerklose Fenster belichteten Innern der Kirche tragen hochgotische Bündelpfeiler mit blattverzierten Kapitellen ein spätgotisches manuelinisches Gewölbe mit seilartigen Rippen. In Erinnerung an die Zeit, als die Kathedrale Königskirche von Portugal war, schmücken königliche Wappen die Schlusssteine. Das Mittelschiff enthält einen neuen Altar vor seinem barocken und mit einem Baldachin mit gedrehten Säulen versehenen Vorgänger; ein reich verziertes Chorgestühl befindet sich an den Seitenwänden des Chores. Im rechten Schiff befindet sich die Taufkapelle, die weitgehend im ursprünglichen romanischen Stil erhalten ist.

## Kreuzgang
Das Untergeschoss des heute zweigeschossigen Kreuzgangs entstand in den 1540er Jahren. Der obere, zum Teil reich mit Azulejos ausgestattete Teil ist aus dem 17. Jahrhundert; er dient als Museum für Teile des Domschatzes, darunter eine fünfhundert Jahre alte Elfenbein-Monstranz.

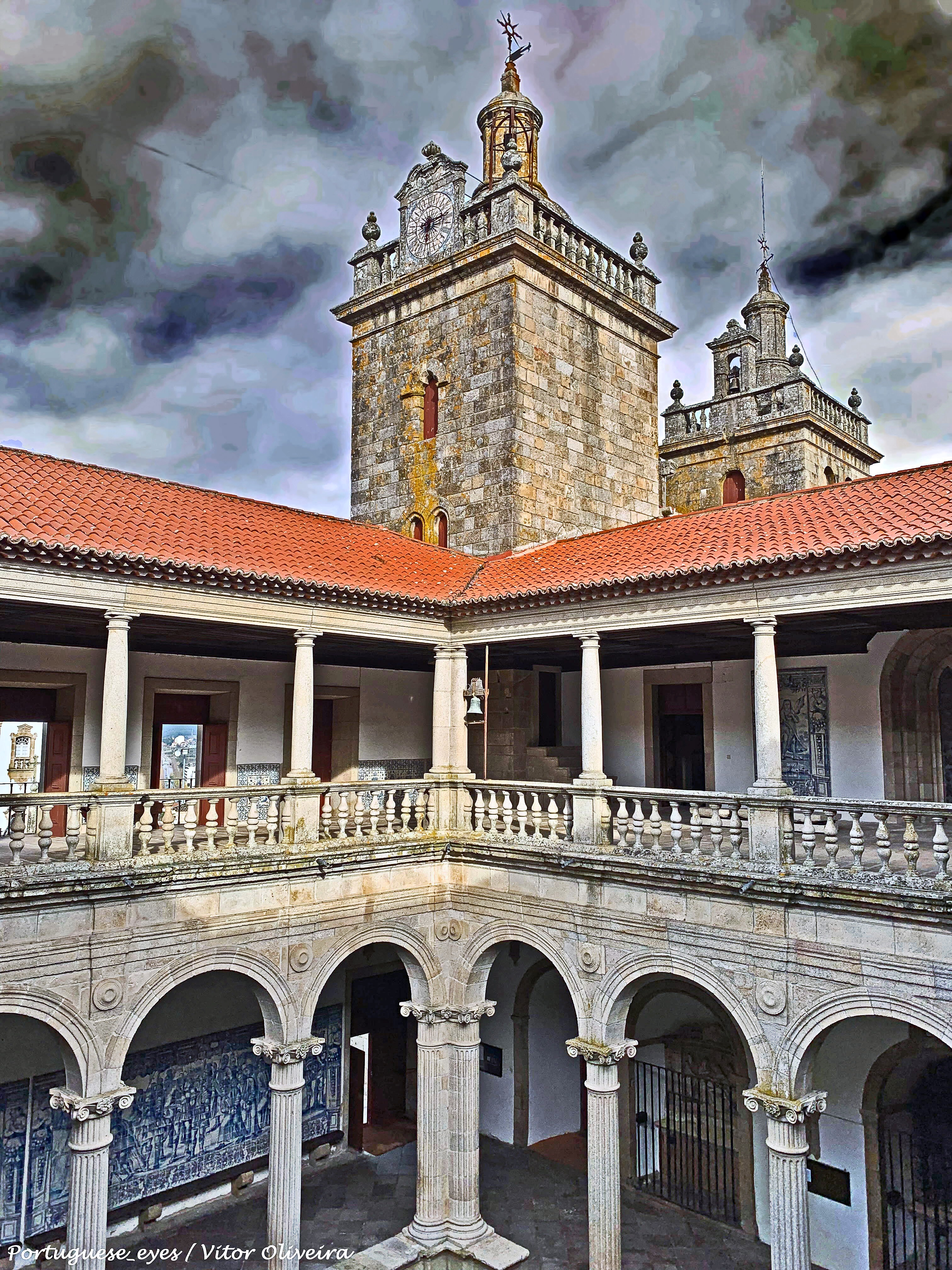
Kreuzgang und Türme der Kathedrale
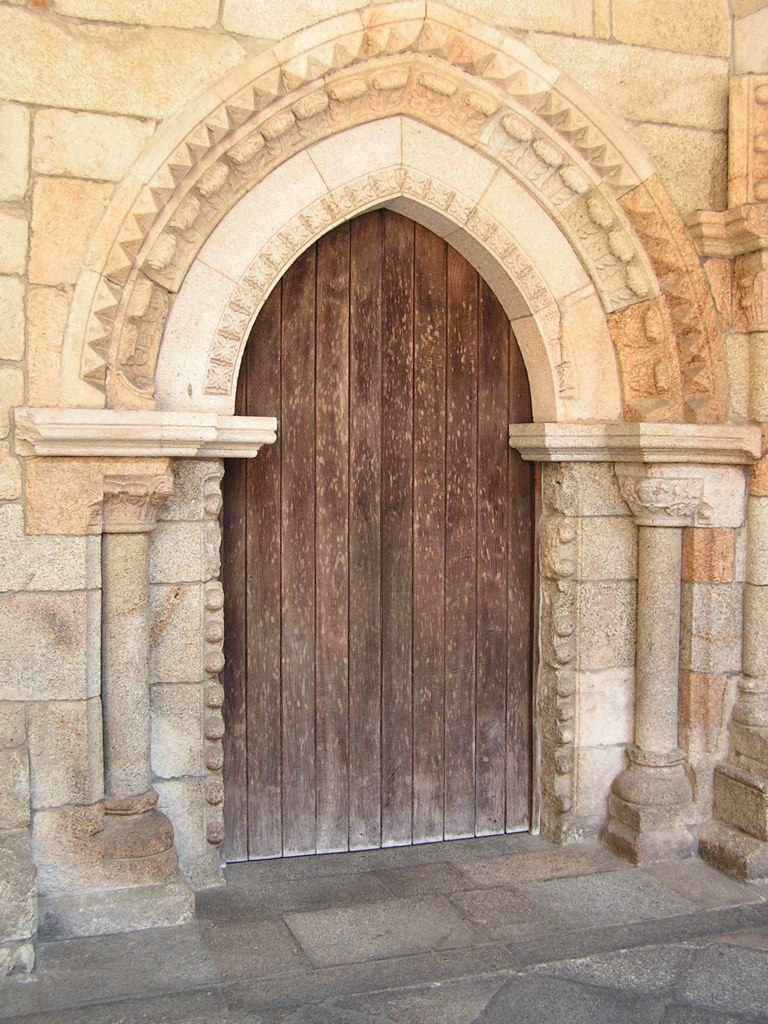
spätromanisches Portal zum Kapitelsaal
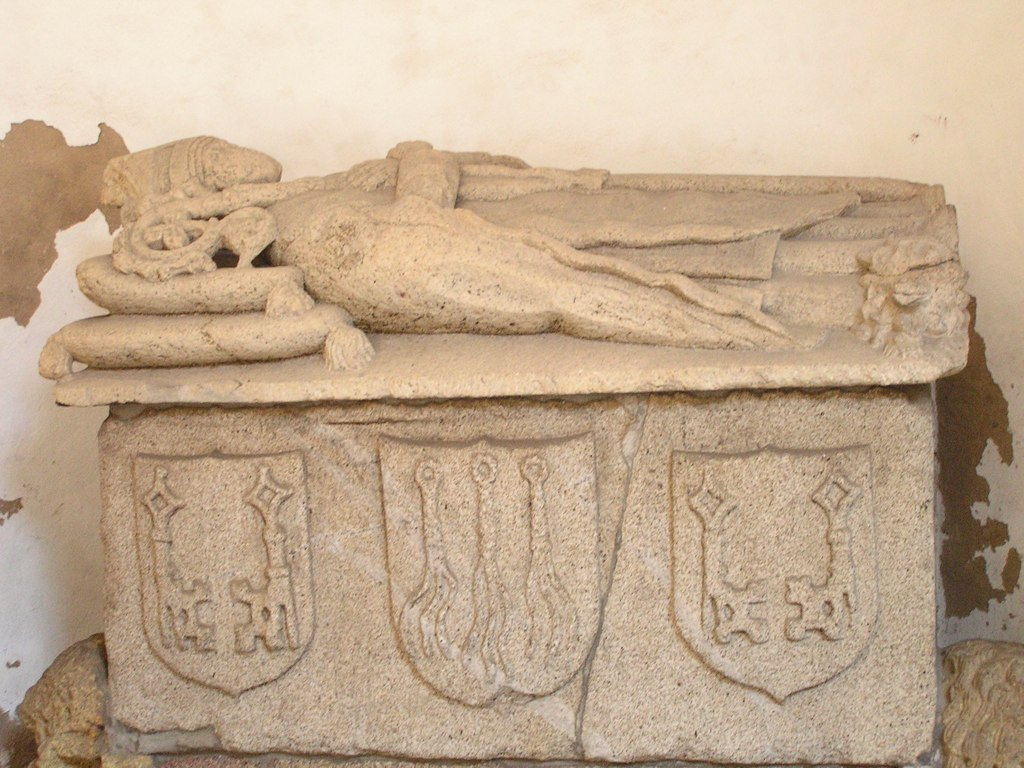
Bischofsgrab im Kreuzgang
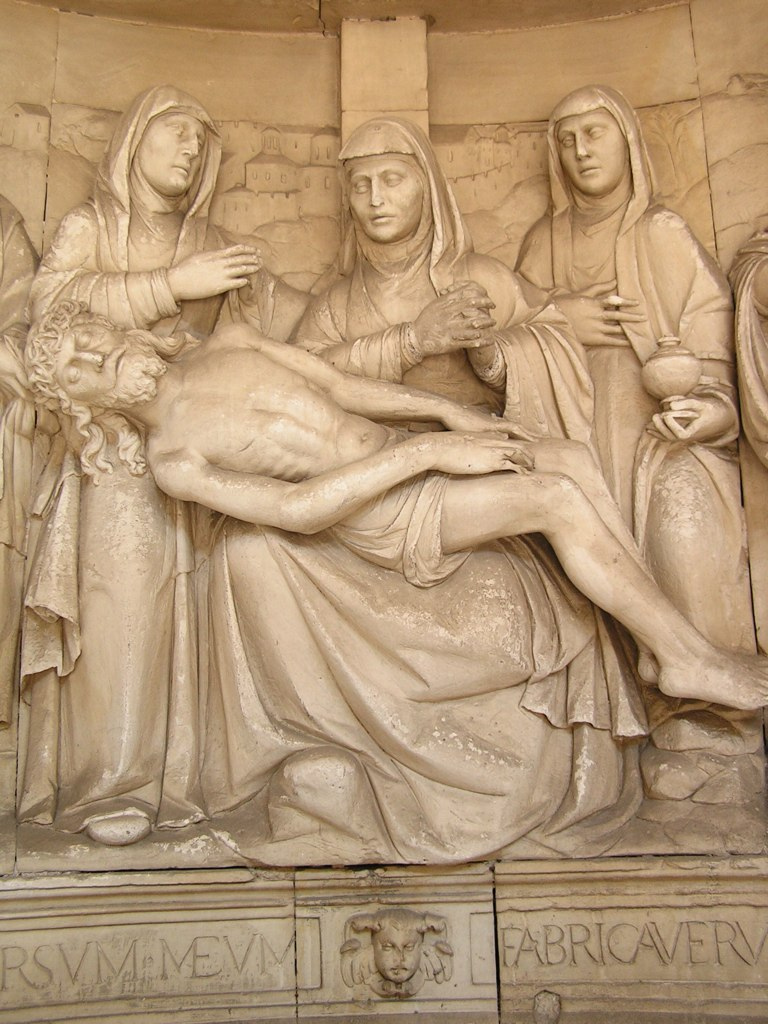
Figurenrelief im Kreuzgang